# Carmen (Agusan del Norte)
Carmen è una municipalità di quarta classe delle Filippine, situata nella Provincia di Agusan del Norte, nella Regione di Caraga.
Carmen è formata da 8 baranggay:
- Cahayagan
- Gosoon
- Manoligao
- Poblacion (Carmen)
- Rojales
- San Agustin
- Tagcatong
- Vinapor